# Cantonul Pont-Croix
Cantonul Pont-Croix este un canton din arondismentul Quimper, departamentul Finistère, regiunea Bretania, Franța.

## Comune
- Audierne
- Beuzec-Cap-Sizun
- Cléden-Cap-Sizun
- Confort-Meilars
- Esquibien
- Goulien
- Île-de-Sein
- Mahalon
- Plogoff
- Plouhinec
- Pont-Croix (reședință)
- Primelin